# Dalladora

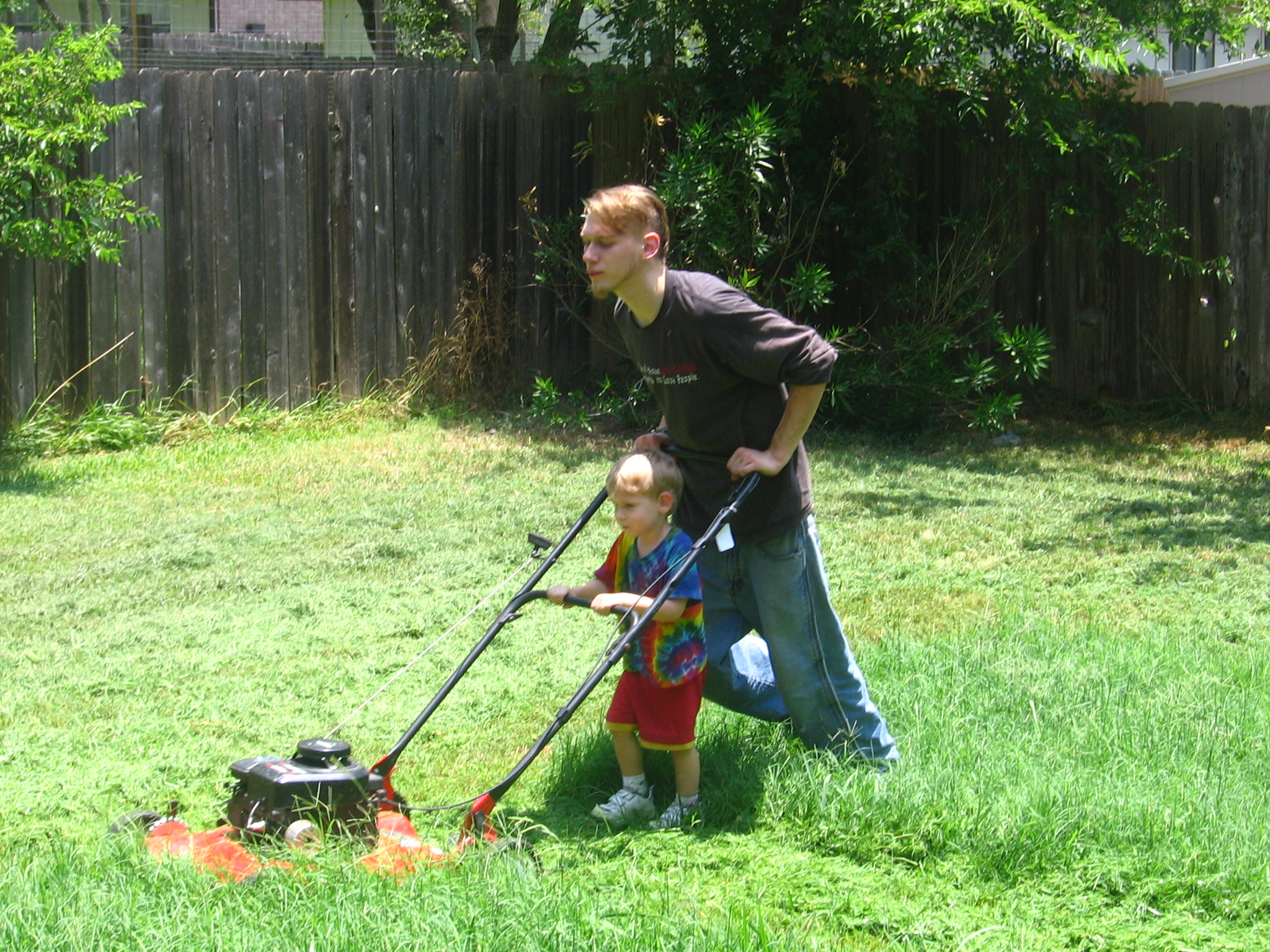
Un conductor dempeus empenyent una talladora de gespa.

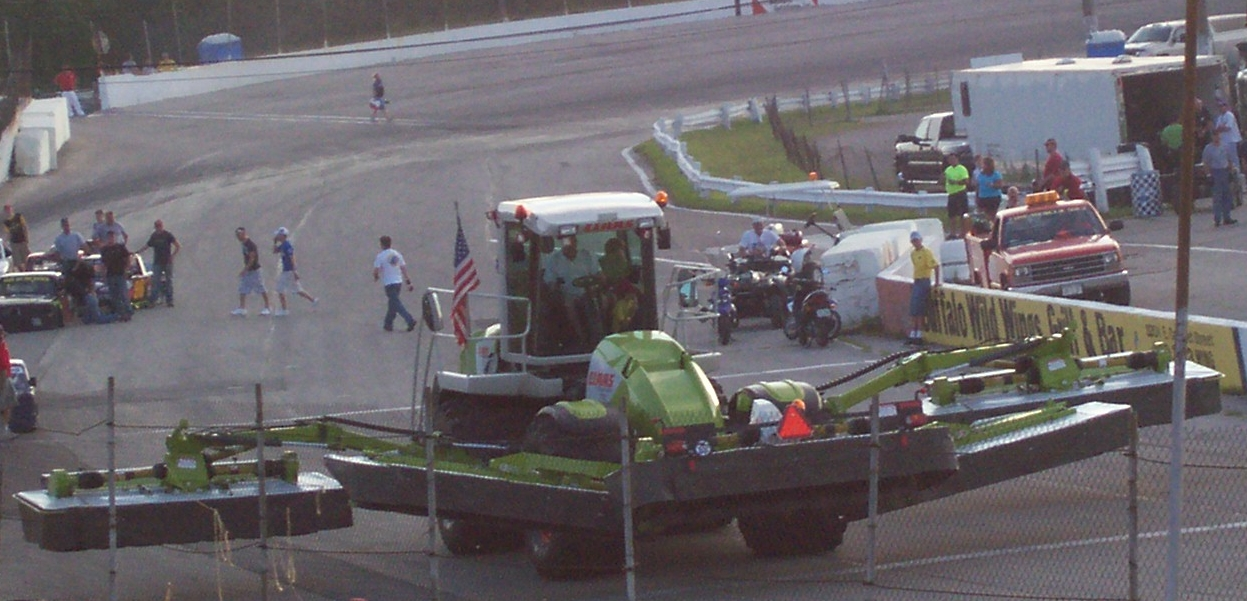
Claas Cougar, una gran segadora autopropulsada, amb 14 m ample de tall.

Una dalladora, segadora o màquina de segar/dallar és una màquina per al tall d'herba o altres plantes que creixen a terra. En general, la sega es distingeix de la collita o segada, en què utilitza instruments similars, però és el terme tradicional per la collita de conreus de gra, per exemple, amb dalladores i recol·lectores. Una segadora de gespa més petita és emprada per camps d'esports (i camps de lleure) que es diu talladora de gespa o tallagespa sovint és autoamplificada, o també pot ser prou petita per a ser empesa per l'operador. Les talladores de terreny tenen un rodet per a debanar o fulles rotatives.